# ウズベク人
ウズベク人（ウズベク語: O‘zbek/Ўзбек, ロシア語: Узбек, 英語: Uzbek）は、西トルキスタン南部、ホラズム地方からフェルガナ地方にかけてに広がって居住し、中央アジアで最多の人口を抱えるテュルク系民族で、容貌的にはモンゴロイドとコーカソイドが入り混じっている。
民族国家として、中央アジアでもっとも人口の集中したマー・ワラー・アンナフル地方の大半を領土とするウズベキスタン共和国を持つほか、中国の新疆ウイグル自治区とアフガニスタンの北部マザーリシャリーフ周辺にもそれぞれ数十万人が住む。

## 名称
自称はO‘zbekで、まれにオズベクとも表記される。ウズベク（オズベク）は、テュルク語で「自分」を意味するオズ（öz）と「君主」を意味するベグ（beg）が語源で、「自身が主」を意味するという。この名が民族名に使われたのは ジョチ・ウルスの最盛期を築き、支配下の遊牧民たちをイスラム教に改宗させたウズベク・ハンに由来するとの説が有力であり、15世紀頃に中央アジアの南部にいたチャガタイ・トルコ人（ティムール朝の人々）が北の東部の遊牧民たちを「ウズベクたち」（ウズベク族）と呼んだことが知られる。これを後述する現代のウズベク民族と区別する必要があるときはとくに遊牧ウズベクと呼ぶ。

## 歴史
ウズベクを率いたシャイバーニー朝が16世紀はじめに南下、ティムール朝を滅ぼしてマー・ワラー・アンナフル周辺に定住して以来、ウズベクとは西トルキスタン南部に住むテュルク系遊牧民のことを指した。一方で、遊牧民から定住化するウズベクも増え、もともとのテュルク語とペルシア語系の言葉とのバイリンガルになってそれまでの定住民（チャガタイ・トルコ人やタジク人）との違いがみられない者も都市では珍しくなくなった。このように定住化したウズベクが担った国家はマー・ワラー・アンナフルのブハラ・ハン国、ホラズムのヒヴァ・ハン国、フェルガナのコーカンド・ハン国の3国があり、総称してウズベク3ハン国と呼ばれる。これら3国は19世紀後半にロシア帝国によって併合もしくは保護国化され、ロシアはこの地方のムスリム定住民を言語に関係なくサルトと呼んだ。また、男系はチンギス・ハーンの子孫（チンギス統原理）で女系は預言者ムハンマドの子孫（サイイド）という点も共通する（ただし、コーカンド・ハン国のみチンギス・ハーンの血を引かないミング部族の出身とされる）。
20世紀に入るとマー・ワラー・アンナフルのサルトの間から民族運動が起こり、彼らのうちのテュルク系の一派が西トルキスタン南部のテュルク系定住民と遊牧民を包括した民族名称としてウズベクの名を提唱した。ウズベク人概念はソビエト連邦のもとで公式に採用され、ソ連の政策的な民族境界確定作業により、現代ウズベク民族が形成された。しかし、現代ウズベク民族とされた人々の中には、サマルカンドのウズベク人のように、ウズベク語（と名付けられたテュルク語の一種）よりもむしろタジク語（と名付けられたペルシア語の一種）を母語とする人々も多く含まれていると言われている。このため、全世界の全ての地域の「民族」は一定の発展段階を原住地でたどり現在に至っているという、マルクス・レーニン主義の公式に基づいたソ連による民族区分の恣意性がしばしば指摘される。
ウズベク民族はこのような経緯を経て成立したため、ティムール朝を滅ぼしたウズベクの名を冠した民族がティムールを自民族最大の英雄として賞賛するという矛盾が生じている。

## 中国の自治地方

### 民族郷
- モリ・カザフ自治県
  - 大南溝ウズベク郷

## 遺伝子
ウズベクキスタンはかつてイラン系民族の地であり、後にテュルク系民族、モンゴル系民族の地となった。ウズベク人の遺伝子もこの歴史を反映している。ある遺伝子分析では、ウズベク人はイラン系民族とモンゴル系民族の中間に位置している。別の研究では、ウズベク人の遺伝子組成はイラン系民族とは異なり、中央アジアの他のテュルク系民族に近い。Y染色体は、ある調査ではアフガニスタンのウズベク人でハプログループC2が41％（7/17）みられるが、別のウズベク人全体の分析では、ハプログループC2は11.5％で、ハプログループR1aが25.1％で最多となっている。